# Rodney Seow
Rodney Seow (ur. 1935, zm. 7 sierpnia 2020) – singapurski kierowca wyścigowy.

## Życiorys
Ukończył studia w Londynie na kierunku inżynieria mechaniczna. Pracował dla Sime Darby, Capital Motor Assembly, General Motors i Sanden.
Był czołowym singapurskim kierowcą lat 60. W 1961 roku wygrał Volvo 122S Grand Prix Singapuru w swojej klasie. Ścigając się Volvo, w roku 1962 zwyciężył Grand Prix Malezji w klasie, a w 1965 roku powtórzył to osiągnięcie Oplem Kadettem. Od 1966 rywalizował sportową Elvą Mk VII. W 1966 roku zajął drugie miejsce w Grand Prix Singapuru oraz wyścigu Selangor. W 1967 roku rozpoczął ściganie się w zespole Stanleya Leonga. Wygrał wówczas Grand Prix Singapuru oraz wyścig Selangor, był również drugi w Grand Prix Johoru. W 1967 roku uczestniczył ponadto w Grand Prix Singapuru na torze Thomson Road Circuit w kategorii samochodów wyścigowych. Seow wystartował w tym wyścigu Merlynem Mk10-Ford i wygrał go, prowadząc od startu do mety. Seow stał się tym samym ostatnim Singapurczykiem, który wygrał domowe Grand Prix. Jeszcze w 1967 roku Seow zwyciężył w zawodach Tunku Abdul Rahman Trophy. Z kolei 1968 roku wygrał Elvą Mk VII Grand Prix Singapuru, Malezji i Johoru. Po 1968 roku zakończył karierę sportową. Następnie wybudował zakład montażu samochodów w Johor.
Cierpiał na chorobę Parkinsona. Był żonaty z Evelyn. Miał sześcioro dzieci.

## Spuścizna
Zdaniem singapurskiego kierowcy wyścigowego Williama Lyou Seow stanowił inspirację dla lokalnych kierowców. Były prezydent SMSA Harold Netto zwrócił uwagę na agresywny styl jazdy Seowa, przejawiający się w podejmowaniu prób wyprzedzania rywali w wąskich partiach toru. Z kolei Ringo Chong Leng Hong nazwał zawodnika jednym z najwybitniejszych singapurskich kierowców wyścigowych. W 2012 roku Lewis Hamilton w uhonorowaniu zasług Seowa w rozwój singapurskiego sportu motorowego wręczył mu spersonalizowany kask.